# گای گرین
گای مروین چارلز گرین (به انگلیسی: Guy Mervin Charles Green) کارگردان، فیلم‌نامه‌نویس و فیلمبردار انگلیسی سینمای هالیوود بود که برنده جایزه اسکار بهترین فیلمبرداری سال ۱۹۴۷ شد

## فیلم‌شناسی
فیلم‌نامه‌نویس
- تکه‌ای آبی

فیلم‌بردار
- الیور توئیست
- [آرزوهای بزرگ

کارگردان
- نشان
- سکوت خشمناک
- تکه‌ای آبی (بعلاوه تهیه‌کننده)